# Distretto di Suwałki
Il distretto di Suwałki (in polacco powiat suwalski), (Lituano: Suvalkų apskritis) è un distretto polacco appartenente al voivodato della Podlachia.

## Geografia antropica

### Suddivisioni amministrative
Il distretto comprende 9 comuni.
- Comuni rurali: Bakałarzewo, Filipów, Jeleniewo, Przerośl, Raczki, Rutka-Tartak, Suwałki, Szypliszki, Wiżajny